# Oldrich Potucek
Oldřich Potůček (1929-2009) fue un botánico, orquideólogo, fitopatólogo y profesor checo, y poseyó un doctorado. En 1949 comenzó estudios de botánica en la Facultad de Ciencias, Universidad Carolina de Praga.
Después de su graduación en 1956, trabajó en la Estación Agronómica de Sládkovičovo, en el sur de Eslovaquia, estableciéndose allí de forma permanente, se casó y formó una familia. Y por cuarenta años trabajó como criador y fitopatólogo. En 1999, publicó una descripción de casi todas las especies de orquídeas en el quinto Libro Rojo de la República Checa y de Eslovaquia.

## Algunas publicaciones
- oldřich Potůček. 1975. Eine neue Orchideenhybride in der DDR-Dactylorhiza x templinensis Potucek. Gleditschia 3: 29-33

### Libros
- oldřich Potůček, lubor Čačko. 1996. Všechno o orchidejích (Todo sobre orquídeas). Editor Slovart, 96 pp. ISBN	8085871432

- -------------------------. 1969. Klíč k určování československých vstavačovitých (Clave para la determinación de orquídeas en Checoslovaquia). Editor Východočes. muzeum, 37 pp.

- La abreviatura «Potůček o Potucek» se emplea para indicar a Oldrich Potucek como autoridad en la descripción y clasificación científica de los vegetales.[1]